# Trefor Evans
Trefor Ellis Evans, CMG, OBE (* 4. März 1913; † 16. April 1974) war ein britischer Diplomat, Politikwissenschaftler und Hochschullehrer.

## Leben
Trefor Ellis Evans, Sohn von John Evans und dessen Frau Mary Evans, trat am 1. Oktober 1937 in den konsularischen Dienst (Consular Service) ein und wurde am 11. November 1939 Vizekonsul in Alexandria. Am 14. Februar 1941 wechselte er als Second Assistant Oriental Secretary an die Botschaft in Ägypten und wurde am 27. Februar 1942 Vizekonsul an der Botschaft in Ägypten. Am 22. Januar 1945 übernahm er den Posten als Vizekonsul in Damaskus und erhielt am 17. Juli 1946 die Beförderung in den Seventh Grade des diplomatischen Dienstes (HM Diplomatice Service). In seiner darauf folgenden Verwendung als Erster Sekretär an der Gesandtschaft im Libanon wurde ihm am 1. Januar 1948 des Offizierskreuz des Order of the British Empire (OBE) verliehen.
Am 20. Juli 1952 wurde Evans in den Sixth Grade of Branch A des diplomatischen Dienstes befördert und erhielt am 31. Mai 1956 die Würde als Companion des Order of St Michael and St George (CMG). Danach war er zwischen 1957 und 1959 Botschaftsrat (Counsellor) an der Botschaft in der Schweiz und wurde am 5. Dezember 1962 Generalkonsul in Algier. Er wurde am 21. November 1962 erster Botschafter in Algerien und bekleidete diesen Posten bis Juli 1964, woraufhin Thomas Eardley Bromley seine dortige Nachfolge antrat. Zugleich übernahm er ab dem 21. November 1962 auch weiterhin das Amt als Generalkonsul in Algier.
Trefor Evans wiederum übernahm von Thomas Eardley Bromley am 1. August 1964 den Posten als Botschafter in Syrien. Er bekleidete dieses Amt bis 1967. Im Anschluss wurde nach dem Sechstagekrieg von Juni 1967 die diplomatischen Beziehungen zu Syrien abgebrochen und erst wieder 1973 aufgenommen. Zuletzt wurde er am 27. Mai 1968 nach der Wiederaufnahme der diplomatischen Beziehungen zum Irak, die ebenfalls nach dem Sechstagekrieg abgebrochen wurden, Botschafter im Irak ab und behielt dieses Amt bis zu seinem Ausscheiden aus dem diplomatischen Dienst 1969, woraufhin Glencairn Balfour Paul sein dortiger Nachfolger wurde.
Im Anschluss übernahm Evans 1969 eine Professur für internationale Politik an der University of Wales, Aberystwyth und lehrte dort bis zu seinem Tode am 16. April 1974. Aus seiner Ehe mit Nest Margaret Williams, Tochter von Trefor Williams, OBE und Margaret Williams, gingen zwei Kinder hervor.

## Veröffentlichung
- Mission to Egypt (1934–1946): Lord Killearn, High Commissioner and Ambassador. An inaugural lecture delivered at the University College of Wales, Aberystwyth, on 2 December 1970, Cardiff 1970, ISBN 0-900-76870-3